# Haus Matschwitz
Das Haus Matschwitz ist eine private Schutzhütte in Österreich. Sie befindet sich im Montafon im Rätikon in Vorarlberg auf etwa 1500 m ü. A., mitten im Skigebiet Golm, nahe der Mittelstation der Golmerbahn auf Matschwitz. Ursprünglich gehörte sie der Sektion Tübingen des Deutschen Alpenvereins, wurde aber 2020 an die illwerke vkw verkauft.

## Anreise
- Die Hütte ist mit der Golmerbahn (über die Mittelstation Matschwitz) direkt zu erreichen.
- Mit der Golmerbahn kann falls gewünscht auch nur bis zur Station Latschau gefahren werden. Bis dorthin verkehrt auch der Ortsbus Schruns/Tschagguns, Linie 1, welche am Bahnhof Schruns beginnt. Von Latschau dort dauert der Anstieg über einen Forstweg etwa 1 bis 1½ Stunden.

## Aufstieg
- Tschagguns (687 m), Gehzeit: 3 Stunden
- Latschau (994 m), Gehzeit: 2 Stunden
- Vandans (648 m), Gehzeit: 3 Stunden

## Tourenmöglichkeiten
- Golmer Höhenweg
- Golmis Forschungspfad für Familien und Kinder

### Gipfel
- Grüneck (2124 m)
- Kreuzjoch (2261 m) über Höhengrat Golmer Joch, Gehzeit: 3 Stunden

### Übergänge zu anderen Hütten
- Lindauer Hütte (1744 m), Gehzeit: 4 Stunden
- Totalphütte
- Schesaplanahütte
- Douglasshütte
- Heinrich-Hueter-Hütte (1766 m) über Außergolm (1817 m)
- Mannheimer Hütte
- Carschinahütte
- Tilisunahütte

### Skitouren
- Tschagguns, Latschau, Gipfel Grüneck, Golmer Joch, Kreuzjoch